# Office national de l’eau potable (Côte d'Ivoire)
L'Office national de l’eau potable (ONEP), créé le 23 août 2006 est une société d’Etat régie placée sous la tutelle technique du Ministère de l’hydraulique, de l’assainissement et de la salubrité et la tutelle financière du Ministère du budget et du portefeuille de l’Etat. L'ONEP est la structure qui permet d'assurer l'accès à l'eau potable de la population sur l'ensemble du territoire ivoirien.

## Mission
L’ONEP a essentiellement pour mission d’apporter à l’Etat et aux collectivités territoriales une assistance pour la fourniture d’ eau potable aux populations sur l’ensemble du territoire,.
De façon spécifique, il s'agira pour l'ONEP de : assurer le contrôle, la protection et la surveillance des ressources en eau susceptibles de servir à la production d’eau potable, assurer la défense des intérêts des usagers du service public d’eau potable et de gérer la maîtrise d’ouvrage déléguée ou la maîtrise d’œuvre des investissements pour la réalisation, l’extension, le renforcement et le renouvellement des infrastructures d’alimentation en eau potable,.

## Objectif
L’ONEP a pour objet principal d’accompagner l’État et les collectivités territoriales dans l’accès à l’eau potable pour l’ensemble de la population. L’office national gère également les patrimoines publics et privés de l’État dans le secteur de l’eau potable.

## Fonctionnement
L’ONEP est doté d’un Conseil d’Administration de huit (8) membres issus des ministères qui constituent les parties prenantes du secteur de l’eau potable. Ce conseil d’administration est dirigé par Louis KOUAKOU-HABONOUAN qui en est le président. L’ONEP est dirigé par un directeur général, Ibrahiman Berté , qui est assisté dans ses fonctions par une directrice générale adjointe, Nabintou Cissé, des conseillers et des services rattachés. Le siège de l'ONEP est fixé à Abidjan mais peut-être transféré dans n'importe quelle partie du terroire ivoirien sous décision du conseil d'administration. 

## Organisation
L'ONEP dispose de plusieurs directions régions dans les villes de la Côte d'Ivoire afin d'assurer la présence physique de l'autorité de l'eau potable. 

## Réduction de la perte d'eau
Le gouvernement travaille à réduire le taux de perte d’eau potable au niveau du circuit de distribution, en passant de 52% à moins de 10%, a révélé, jeudi 17 octobre 2024, le Ministre de l’hydraulique, de l’assainissement et de la salubrité, Bouaké Fofana, lors d’une visite du projet d’optimisation du réseau de distribution d’eau potable dans les communes d’Adjamé et d’Abobo (OREPCA) à Abidjan.